# Stato d'assedio
Per stato d'assedio s'intende un provvedimento giuridico eccezionale, deciso dalle autorità allo scopo di fronteggiare gravi avvenimenti di carattere interno.
La proclamazione dello Stato d'assedio, generalmente causata da disordini sociali particolarmente gravi o diffusi, comporta la temporanea sospensione delle leggi di garanzia o della Costituzione di uno Stato, fino a giungere all'assunzione dei poteri civili da parte dell'autorità militare.

## Nel Mondo
Regno d'Italia:
Nel Regno d'Italia lo stato d'assedio veniva dichiarato con regio decreto su proposta del Governo. Benché lo Statuto albertino non prevedesse alcuna possibilità di riduzione o limitazione delle garanzie costituzionali, lo stato di assedio era ritenuto legittimo in base al potere del Re di dichiarare la guerra e di comandare le forze armate: era una sorta di dichiarazione di guerra interna che interveniva in caso di un'insurrezione civile o di una grave calamità naturale (come il terremoto di Messina del 1908).
Lo stato d'assedio era, pertanto, uno strumento d'intervento straordinario, deciso dal Governo a tutela dell'ordine pubblico in situazioni di estrema emergenza ed aveva come conseguenza quello di equiparare una porzione più o meno grande del territorio nazionale a "teatro di guerra". Ciò comportava come conseguenza:
- l'accentramento di tutti i poteri legali nell'autorità militare designata dal decreto di proclamazione;
- l'istituzione dei tribunali di guerra per giudicare le persone non militari che si rendessero colpevoli di certi reati tassativamente indicati nel codice penale militare;
- delegazione all'autorità militare del potere di emettere bandi ed ordini aventi forza di legge nel ambito territoriale coperto dallo stato di assedio.

La dichiarazione dello stato d'assedio aveva l'effetto di sospendere alcune libertà costituzionali riconosciute dallo Statuto albertino, ampliando enormemente i poteri di polizia delle autorità amministrative e militari ed estendendo la competenza dei tribunali militari anche ai reati la cui giurisdizione competeva ai tribunali ordinari. La violazione dei principi dello Statuto albertino era evidente, in particolare degli articoli che riconoscevano esclusivamente alla Legge (e quindi all'autorità del Parlamento) la facoltà di disporre dell'organizzazione delle funzioni repressive dello Stato:
- art. 70. Non si potrà derogare all’organizzazione giudiziaria se non in forza di una legge.
- art. 71. Niuno può essere distolto dai suoi Giudici naturali.

L'unica definizione giuridica dello stato d'assedio era rinvenibile negli artt. 246 e 247 del codice penale militare del Regno d'Italia che riconosceva lo stato d'assedio per quella parte di territorio “invasa” da “truppe nemiche” ovvero che avesse le truppe nemiche “a distanza minore di tre giorni ordinarii di marcia”.

Trattandosi comunque di uno Stato liberale, la copertura politica del Parlamento al Governo interveniva a posteriori o tramite voto di fiducia  (che con apposito ordine del giorno approvava l'operato del governo) o con legge di ratifica che autorizzava il governo a estendere la durata del regime di eccezione.
Nell'estate 1863 venne approvata la legge Pica per la "repressione del brigantaggio e dei camorristi" nelle province meridionali. Per quanto approvata dal Parlamento a seguito delle conclusioni di una speciale commissione di inchiesta parlamentare, di fatto delineava un regime "eccezionale e temporaneo di difesa" che limitava le garanzie costituzionali nelle province dichiarate soggette al fenomeno del brigantaggio, similmente ad uno stato d'assedio. La legge fu più volte prorogata e rimase in vigore fino al 31 dicembre 1865.
Un esempio di ricorso allo stato di assedio si ebbe durante i moti popolari del 1898, meglio conosciuti come la Protesta dello stomaco. Venne proclamato lo stato d'assedio in alcune città; a Milano venne incaricato il generale Fiorenzo Bava Beccaris di reprimere la rivolta.

### Casi di stato d'assedio
Prima della proclamazione del Regno d'Italia il Regno di Sardegna era ricorso allo stato di assedio nel 1849 in occasione dei moti di Genova, nel 1852 a Sassari e nel 1855 ad Oschiri.
Qui di seguito i casi durante il Regno d'Italia:
- 1862. Stato d’assedio promulgato il 20 agosto per fermare il tentativo garibaldino di conquistare Roma e tolto il 16 novembre dello stesso anno.
- 1863. Primo stato d'assedio in Sicilia, seguito dalla missione del generale Giuseppe Govone.
- 23 settembre 1866. A seguito della rivolta di Palermo (nota anche come rivolta del sette e mezzo) che aveva visto (mentre lo stato post-unitario era impegnato nella III guerra di indipendenza) il diffondersi dei tumulti e l'incapacità delle autorità governative di mantenere l'ordine, il 23 settembre venne dichiarato lo stato d'assedio con poteri affidati al generale Raffaele Cadorna, in qualità di commissario di governo, alla testa di due divisioni di fanteria, un reggimento di cavalleria ed una brigata di artiglieria.[4]
- 1º gennaio 1894. Proclamazione dello stato d'assedio in Sicilia. Il governo dà i pieni poteri, in qualità di Regio Commissario, al generale Morra, già Prefetto di Palermo.
- 16 gennaio 1894. Proclamazione dello stato d'assedio in Lunigiana (Toscana) con pieni poteri al generale Heusch.
- 7 maggio 1898. Stato d'assedio a Milano, con pieni poteri al generale Fiorenzo Bava Beccaris.
- 9 maggio 1898. Estensione dello stato d'assedio alla provincia di Napoli e alla Toscana.
- 2 gennaio 1909. Stato d'assedio a Messina. Pochi giorni dopo il disastro sismico del 28 dicembre 1908, viene destituito il Sindaco di quella città Gaetano D'Arrigo Ramondini, che viene sostituito dal Generale Francesco Mazza a cui vengono attribuiti pieni poteri. Durerà fino ai primi giorni del successivo mese di febbraio 1909.
- 27/28 ottobre 1922. Possibile, ma di fatto non attuato, stato d’assedio per Roma: nei giorni della marcia su Roma, attuata dal capo dei fascisti Benito Mussolini, nella mattinata del 27 il Consiglio dei Ministri presieduto da Luigi Facta predispose un decreto di proclamazione dello stato di assedio, allo scopo di mobilitare l'esercito a difesa della Capitale, contro i fascisti. Ma il Re, rientrato a Roma in serata, decise di non firmare il decreto, permettendo così ai fascisti di Mussolini l'ingresso nella città.